# حرائق غابات كامبانيا 2021
حرائق غابات كامبانيا هي حرائق غابات متعددة حدثت في كامبانيا في إيطاليا.

## ما بعد الحرائق

### الأسباب والاعتقالات
في 11 أغسطس 2021 أجريت التحقيقات من قبل كارابينييري وبوليزيا دي ستاتو للتأكد من المسؤولين عن الحرائق المتعمدة.

### المساعدات المالية
لن يتم صرف أي أموال غير قابلة للسداد، ولكن الدعم الاقتصادي لمشاريع حماية الغابات وتعزيز الإقليم تمت.